# Dwiroopella sundara
Dwiroopella sundara är en svampart som beskrevs av Subram. & Muthumary 1986. Dwiroopella sundara ingår i släktet Dwiroopella, divisionen sporsäcksvampar och riket svampar.   Inga underarter finns listade i Catalogue of Life.